# Bertha Thalheimer

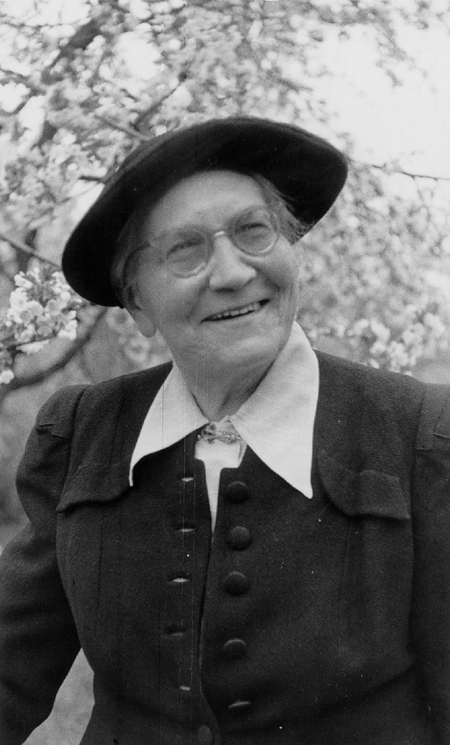
Bertha Thalheimer

Bertha Thalheimer (auch Berta Thalheimer; * 17. März 1883 in Affaltrach; † 23. April 1959 in Stuttgart) war eine kommunistische Politikerin.

## Leben

### Herkunft
Bertha Thalheimer wurde als Tochter einer sozialistisch eingestellten jüdischen Kaufmannsfamilie in Affaltrach geboren. Ihr Vater Moritz Löb Thalheimer betrieb ein Bettengeschäft und einen Immobilienhandel. Ihr Bruder August wurde 1884 geboren, ihre Schwester Anna 1887. Die Familie zog 1892 nach Winnenden, da der Vater seinen Kindern eine gute Schulbildung ermöglichen wollte. Bertha und ihre Schwester Anna besuchten in Winnenden die Knabenrealschule. Außerdem erhielten die Töchter Privatunterricht in Literatur, Sprachen und Klavierspiel. 1899 zog die Familie nach Cannstatt, wo Bertha 1901 die Schule abschloss. 1905 zog Bertha Thalheimer nach Berlin, wo sie als Gasthörerin an der Universität Vorlesungen über Philosophie, Geschichte und Nationalökonomie hörte.

### Vorkriegssozialdemokratie und Spartakusgruppe
Gemeinsam mit ihrem ein Jahr jüngeren Bruder August Thalheimer kam sie früh mit bekannten Persönlichkeiten der SPD-Linken wie Clara Zetkin, Franz Mehring, Friedrich Westmeyer und Rosa Luxemburg in Kontakt und schloss sich 1910 der SPD an, wo sie u. a. für die von ihrem Bruder redigierte Freie Göppinger Volkszeitung und Zetkins Gleichheit schrieb, auch gehörte sie dem württembergischen Parteivorstand an.
Zum linken Parteiflügel zählend, begann Berta Thalheimer 1914 nach Kriegsausbruch gemeinsam mit ihrem Bruder, Westmeyer und Zetkin die Gegner der Burgfriedenspolitik innerhalb der württembergischen SPD zu sammeln und schloss sich der Gruppe Internationale um Karl Liebknecht und Rosa Luxemburg an, wo sie für internationale Kontakte zuständig war. Sie vertrat die Gruppe im September 1915 auf der Konferenz in Zimmerwald, im April 1916 auf der Konferenz in Kiental und auf der von Willi Münzenberg organisierten internationalen sozialistischen Jugendkonferenz im gleichen Monat. Sie leitete zusammen mit Friedrich Westmeyer die organisatorische Vorbereitungsarbeit für die Gründungskonferenz der „Gruppe Internationale“. Auch war sie am 1. Januar 1916 bei dem Treffen in Berlin anwesend, wo die Leitsätze der zukünftigen „Spartakusgruppe“ verabschiedet wurden. Bis zur Übersiedlung nach Berlin war sie in Stuttgart aktiv an den Antikriegsdemonstrationen beteiligt. Im März 1917 wurde Bertha Thalheimer wegen ihrer Antikriegsaktivitäten (Tätigkeit als Sekretärin von Leo Jogiches, dem Organisator des Spartakusbundes) verhaftet und im Oktober 1917 wegen versuchten Hochverrates zu zwei Jahren Haft verurteilt. Ihre mitverhaftete Schwägerin Klara Thalheimer wurde freigesprochen.

### In KPD- und KPO
1918 durch die Novemberrevolution aus dem Gefängnis befreit, war sie Gründungsmitglied der KPD, wo sie sich vor allem der Frauenarbeit widmete und 1925 Mitbegründerin des Roten Frauen- und Mädchenbundes (RFMB) war. Zur parteiinternen Opposition gegen den Stalinisierungskurs der Thälmann-Führung um ihren Bruder sowie Heinrich Brandler und Paul Frölich gehörend, wurde sie Anfang 1929 aus der KPD ausgeschlossen und trat der Kommunistischen Partei-Opposition (KPO) bei, für die sie als Vortragsrednerin und Journalistin, u. a. für die KPO-Zeitungen Arbeiterpolitik und die Stuttgarter Arbeiter-Tribüne aktiv war.
Sie heiratete 1920 den Mechaniker Karl Wilhelm Schöttle und bekam die Zwillinge Thomas und Ulrich.

### NS- und Nachkriegszeit
Nach 1933 blieb Bertha Thalheimer in Stuttgart, ihr „arischer“ Ehemann, den sie 1920 geheiratet hatte, ließ sich von ihr scheiden, unterstützte sie allerdings materiell. 1941 wurde sie gezwungen, in ein Judenhaus überzusiedeln, von wo aus sie 1943 in das KZ Theresienstadt deportiert wurde; sie erlebte am 5. Mai 1945 ihre Befreiung.
Umgehend kehrte Bertha Thalheimer nach Stuttgart zurück, wo sie sich kurzzeitig der KPD wieder anschloss, um dann 1946 der KPO-Nachfolgeorganisation Gruppe Arbeiterpolitik beizutreten. Sie bemühte sich bis zum Tod ihres Bruders 1948 – intensiv aber vergeblich – bei den alliierten Behörden eine Rückkehrerlaubnis für ihn zu erlangen. Nach der Rückkehr Heinrich Brandlers aus dem Exil 1949 nahm sie ihn zeitweise bei sich auf. Von 1952 bis zu ihrem Tod zeichnete Bertha Thalheimer, die durch die Folgen der KZ-Haft gesundheitlich stark angeschlagen war, für die Zeitschrift Arbeiterpolitik presserechtlich verantwortlich.

## Ehrung
In Stuttgart-Bad Cannstatt wird im NeckarPark, einem neuen Wohn- und Gewerbegebiet, eine Straße nach ihr benannt werden.